# Kisterenye-Bányatelep megállóhely
Kisterenye-Bányatelep megállóhely egy Nógrád vármegyei vasúti megállóhely Bátonyterenye településen, a MÁV üzemeltetésében. Kisterenye városrész belterületének északi pereme közelében helyezkedik el, közúti elérését csak egy önkormányzati út biztosítja.

## Vasútvonalak
A megállóhelyet az alábbi vasútvonalak érintik:
- Hatvan–Somoskőújfalu-vasútvonal

## Kapcsolódó állomások
A megállóhelyhez az alábbi állomások vannak a legközelebb:
- Zagyvapálfalva vasútállomás (Hatvan–Somoskőújfalu-vasútvonal)
- Kisterenye vasútállomás (Hatvan–Somoskőújfalu-vasútvonal)

## Forgalom
| Járat        | Útvonal | Gyakoriság   |
| ------------ | --- | ------------ |
| személyvonat | Hatvan – Mátravidéki Erőmű – Lőrinci – Selyp – Apc-Zagyvaszántó – Jobbágyi – Szurdokpüspöki – Pásztó – Mátraszőlős-Hasznos – Tar – Mátraverebély – Nagybátony – Kisterenye – Kisterenye-Bányatelep – Zagyvapálfalva – Salgótarján külső – Salgótarján – Somoskőújfalu | 1-2 óránként |